# Coursetia elliptica
Coursetia elliptica är en ärtväxtart som beskrevs av Mario Sousa och Velva Elaine Rudd. Coursetia elliptica ingår i släktet Coursetia, och familjen ärtväxter. Inga underarter finns listade i Catalogue of Life.